# 민물백어아과
민물백어아과(라틴어: Coregoninae 코레고니아이[*])는 연어과에 딸린 한 아과로, 수많은 담수어류 및 소하성어류종이 속해 있다. 연어아과에 속한 연어・송어・곤들매기, 살기아과에 속하는 살기를 제외한 다른 모든 연어과 어류종은 민물백어아과에 속한다. 북반구 북부의 상대적으로 차가운 물에 널리 분포한다.
민물백어들은 그 서식지에서 저생성 포식자의 생태지위를 점하고 있다. 서식지역인 북미 및 시베리아의 원주민들에게 주요한 식용어족자원이 된다. 살에 오메가-3 지방산이 높고 맛은 매우 담백하다. 생선 특유의 맛을 싫어하는 사람들도 선호할 수 있으며, 튀김 재료로 많이 소비된다.